# Anna Alter
 (avril 2022).
Si vous disposez d'ouvrages ou d'articles de référence ou si vous connaissez des sites web de qualité traitant du thème abordé ici, merci de compléter l'article en donnant les références utiles à sa vérifiabilité et en les liant à la section « Notes et références ».
Pour les articles homonymes, voir Alter (homonymie).
Anna Alter, née le 18 décembre 1949 à Varsovie en Pologne, fille de Léon Alter (pl) et de Jadwiga Czerniawska, fille de Samuel Jackan (pl) est une astrophysicienne, journaliste scientifique et écrivaine française.

## Biographie
Après des études scientifiques aux universités Paris XIII puis Paris VII, elle fait un doctorat sur le « modèle symétrique » sous la direction d'Evry Schatzman, enseigne à l’université de Tlemcen, puis à Paris VII dans la section des étudiants empêchés.
Elle commence à écrire sur l’astronomie dans Science et Vie, puis participe à la création de Science et Vie junior en 1988, entre comme journaliste scientifique à L'Événement du jeudi. Après avoir été rédactrice en chef adjointe de La Recherche, et avoir fondé  Le Petit Bouquet, premier quotidien français sur Internet, elle rejoint l’équipe de l’hebdomadaire Marianne en 1997, devient rédactrice en chef de Vital, puis redevient grand reporter à Marianne. En désaccord profond avec l'évolution de la ligne éditoriale de l'hebdomadaire, elle fait valoir la clause de conscience et quitte Marianne après le départ de Jean-François Kahn. 
Devenue journaliste indépendante, elle lance la collection pour enfants « sur les épaules des savants » aux éditions Le Pommier et rédige les neuf premiers ouvrages : le premier avec Hubert Reeves L'univers, ce qu'on ne sait pas encore ; le deuxième avec Pierre-Henri Gouyon, La reproduction, ce qu'on ne sait pas encore ; le troisième avec Axel Kahn Les gènes, ce qu'on ne sait pas encore… À qui je ressemble? ; le quatrième avec Étienne Klein, De quels atomes sommes nous faits? La matière, ce qu'on ne sait pas encore ; le cinquième avec  Brigitte Senut, Qui sont nos ancêtres? Grands singes, Homme, ce qu'on ne sait pas encore  et le sixième avec Hervé Le Treut, Sur quelle planète bleue ai-je atterri? Climat, mers, terre, atmosphère, ce qu'on ne sait pas encore, Le soleil et son système, ce qu'on ne sait pas encore, avec Hubert Reeves  et À l'école des animaux, ce qu'on ne sait pas encore, avec Boris Cyrulnik. 

## Œuvres
- Espace super star, 1986, éditions Autrement
- Objectif Univers, Hachette 1989
- Mille et une lunes, Pocket, 1991
- La Saga du vivant, dessins Jean-Pierre Cagnat, préfacé Hubert Reeves, éditions du Félin, 1995
- Le Guide du Paris savant, en collaboration avec Philippe Testard Vaillant, 1997, Editions Belin
- L’Univers, Larousse 2000
- Préface de De la Fellation dans la littérature, Franck Évrard, 2001, Le Castor astral,
- Le Fief rouge, 2002, Hachette Littératures
- Super Positions : une histoire des techniques amoureuses, en collaboration avec Perrine Cherchève, 2003, Hachette Littératures
- Ma fille, doktorr astrophysik, roman, 2006, Calmann-Lévy  (ISBN 270213646X et 9782702136461)
- La Gauche et le Sexe, en collaboration avec Perrine Cherchève, 2007, éditions Danger Public
- Les Parisiens, photos Luc Choquer, texte Anna Alter, éditions Terre bleue, 2011  (ISBN 978-2-909953-12-0)
- L'Amour à gauche, marivaudages, jalousies et désirs d'avenir, en collaboration avec Perrine Cherchève, 2013, La Martinière Groupe
- L'univers, ce qu'on ne sait pas encore, avec Hubert Reeves, 2013, Le Pommier
- La reproduction, ce qu'on ne sait pas encore, avec Pierre-Henri Gouyon , 2013, Le Pommier
- Les gènes, ce qu'on ne sait pas encore… À qui je ressemble? avec Axel Kahn, 2014, Le Pommier
- Risqué, dix histoires vraies, 2014, éditions Le Pommier
- De quels atomes sommes-nous faits? La matière, ce qu'on ne sait pas encore, avec Étienne Klein 2015, Le Pommier
- Qui sont nos ancêtres? Grands singes, Homme, ce qu'on ne sait pas encore, avec Brigitte Senut  2015, Le Pommier
- Sur quelle planète bleue ai-je atterri ? Climat, mers, terre, atmosphère, ce qu'on ne sait pas encore, avec Hervé Le Treut  2015, Le Pommier
- Les dinosaures, ce qu'on ne sait pas encore, avec Ronan Allain 2016, Le Pommier
- Le soleil et son système, ce qu'on ne sait pas encore, avec Hubert Reeves , 2016, Le Pommier
- À l'école des animaux, ce qu'on ne sait pas encore, avec Boris Cyrulnik, 2017, Le Pommier